# Дерптская афера
Дерптская афера — инцидент, связанный с незаконным присвоением высших учёных степеней в одном из университетов Российской империи (1816), послуживший причиной изменения (1819) всей системы их присвоения и контроля над этими процессами со стороны государства, а также привёл приостановке на двухлетний период (1816—1819) всех процедур по присвоению учёных степеней докторов наук в системе российского высшего образования. 

## История
На юридическом факультете Дерптского университета в июле 1816 года, во время каникул, состоялось производство в доктора права (без предшествующей степени магистра) двух немцев, не учившихся в Дерптском университете, но представивших свидетельства Эрлангенского университета, неких Вальтера и Вебера. Первый из соискателей был по роду занятий театральным портным, нажившим немалое состояние, а второй — купцом. Оба соискателя хотели с помощью искомой учёной степени изменить социальный статус — приобрести чин коллежского асессора (VIII-й класс Табели о рангах) на российской службе и потомственное дворянство.
Производство произошло с одобрения декана юридического факультета Христиана Кёхи и ректора Христиана Штельцера, который также был членом юридического факультета, при посредничестве Густеля Петерсена. Называлась явно завышенная сумма якобы полученной ими от соискателей взятки в 30 тыс. рублей, уплаченных банкнотами Карлу Мейеру, Христиану Кёхи, Христиану Штельцеру и Фридриху Лампе. Вслед за ними искал докторской степени Петр Лафонтэн. По рассказам современников, о ходе защиты диссертации ничего не было слышно, но зато много говорили о прекрасном обеде, данном  Петерсеном.. В то же время сама по себе «покупка» учёной степени вполне вписывалась в рамки корпоративных традиций большинства немецких университетов (а оба названных профессора были выходцами оттуда). Необычным в данном случае было производство в учёную степень в период, когда университет был закрыт на каникулы (в отсутствие свидетелей). О состоявшемся производстве в докторскую степень поползли слухи, достигшие Петербурга.
С началом учебного года попечитель Дерптского учебного округа Ф. И. Клингер предложил университетскому Совету разобраться в этой истории. Ректор, избранный лишь в июне, уже в сентябре подал в отставку, а в октябре состоялся суд, признавший дипломы Вальтера и Вебера недействительными, поскольку в их отношении были нарушены правила присвоения степеней, предписанные Уставом. Но во время следствия выяснилось, что и при других производствах того же юридического факультета не были соблюдены все требуемые постановления. Таким образом, все производства в степени на юридическом факультете в Дерпте за 15 лет его существования были поставлены под сомнение. Совет представил на рассмотрение в министерство решение — лишить степеней всех этих докторов, разрешив им (кроме Вальтера и Вебера) вновь явиться в Дерптский университет, чтобы пройти повторные испытания. Факт «покупки дипломов» так и не был доказан и не фигурировал в дальнейших документах, упоминавших только о нарушениях процедуры. 
Министр народного просвещения князь А. Н. Голицын довёл дело до сведения императора Александра I, после чего последовал высочайший приказ лишить профессоров Кёхи и Штельцера их должностей, с обязательством немедленно покинуть Дерпт и никогда в России не служить. 31 октября 1816 года попечитель распорядился о том, чтобы  Кёхи  сложил с себя звание декана. Это распоряжение было утверждено министром 4 ноября 1816 года. Штельцер и Кёхи, признанные главными виновниками, были уволены из университета с запрещением впредь принимать их на российскую службу. Мейер, принимая во внимание его продолжительную и беспорочную службу, а Лампе в виду того, что вначале протестовал против первых защит, были оставлены профессорами, но с лишением права быть избираемыми в деканы и ректоры. Весь юридический факультет (он состоял тогда из четырёх членов) был оштрафован. Кроме того, факультет был лишён права, впредь до замещения всех профессур, присваивать учёные степени. Совет университета (5 мая 1817 года) постановил, чтобы Кёхи и Штельцер в течение трёх дней сдали все акты и библиотечные книги.
23 ноября 1816 года было высочайше утверждено постановление Комитета министров, подводившее некоторые итоги расследованию происшествия: в нем подтверждалось лишение Вальтера и Вебера учёных степеней с запрещением просить о новом производстве и поступлении на государственную службу; всем университетам запрещалось устраивать испытания на учёные степени во время каникул, «по той причине, что в сие время весьма малое число профессоров и студентов остается в университете»; также всем университетам впредь «прямо в докторы, минуя предписанное в университетском уставе испытание и производство в магистры, не производить, за исключением медицинских производств, для каковых существуют особые правила, высочайше утвержденные»; оштрафовать профессоров юридического факультета, а о «незаконнопроизведенных» ими произвести следствие Совету университета и «представить по начальству особо».
Итогом разбирательства по «дерптской афере» явилось признание Министерством народного просвещения глубокого неблагополучия, существующего в области присуждения учёных степеней, в связи с чем 19 декабря 1816 года вышло распоряжение
министра просвещения, князя А. Н. Голицына, «дабы университеты, до учинения по сему предмету окончательного положения, остановились производством в ученые степени, исключая званий медицинских». Новое Положение «О производстве в ученые степени» было подписано Александром I только через два года —  20 января 1819 года. Прекращение производств в степени в 1816–1818 гг. ударило прежде всего по
тем, кто к этому времени уже начал проходить данную процедуру.